# David Farragut
David Glasgow Farragut (Farragut, Tennessee, 1801. július 5. – Portsmouth, New Hampshire, 1870. augusztus 14.) az Egyesült Államok haditengerészetének admirálisa volt az Amerikai polgárháború alatt. Az Egyesült Államok függetlensége után ő érte el először az ellentengernagyi, az altengernagyi, majd a tengernagyi rangot. Az amerikai kultúrában elsősorban egyik leghíresebb parancsa révén emlékeznek rá: a Mobile Bay-i csata során „Damn the torpedoes, full speed ahead!” (kb. „Pokolba a torpedókkal, teljes gőzzel előre!”) felkiáltással vezette be flottáját az aknákkal teli Mobile Bay öbölbe.

## Fiatalkora és karrierjének kezdete
Farragut szülei Jorge Farragut és Elizabeth Shine Farragut voltak, akik a déli Tennessee államban éltek a Campbell’s Station nevű településen, Knoxville közelében. Farragut a Tennessee folyón hajózó kompon született. Jorge Farragut spanyol származású folyami hajókapitány volt, aki az amerikai függetlenségi háborúban is harcolt, majd Tennessee-be költözött. Fia "James" néven született, de 1812-ben megváltoztatták nevét, miután 1808-ban David Porter későbbi sorhajókapitány örökbe fogadta. Farragut ezzel az amerikai polgárháború két másik magas rangú tengerészének, David Dixon Porter admirálisnak és William D. Porter parancsnoknak lett a féltestvére.
Haditengerészeti karrierje 1810-ben kezdődött, amikor az amerikai haditengerészet kadétja lett. 12 évesen már részt vett az 1812-es brit–amerikai háborúban. A háborúban kapta első parancsnoki kinevezését is, egy zsákmányolt brit bálnavadászhajó parancsnoka lett.
1814. március 28-án megsebesült és fogságba esett, amikor az angol HMS Phoebe és HMS Cherub hadihajók megtámadták és elfoglalták a mostohabátyja, David Porter által vezetett USS Essex hadihajót, amely a Csendes-óceáni vizeken az angol bálnavadászhajókat zaklatta.

## Mare Island hajógyár
1853-ban a haditengerészetért felelős államtitkár, James C. Dobbin kinevezte a leendő Mare Island Haditengerészeti Hajógyár (Mare Island Naval Shipyard) parancsnokává, Farragutnek kellett létrehoznia a hajógyárat. 1854 augusztusában utazott Washington, D.C.-be, hogy kinevezését átvegye, majd 1854. szeptember 16-án a hajógyár megkezdte működését Kalifornia államban a Vallejo település szomszédságában található Mare Island szigeten. A hajógyár a haditengerészet legfontosabb támaszpontja volt a csendes-óceáni partvidéken. Farragut 1858. július 16-ig volt a hajógyár parancsnoka.

## Az amerikai polgárháborúban

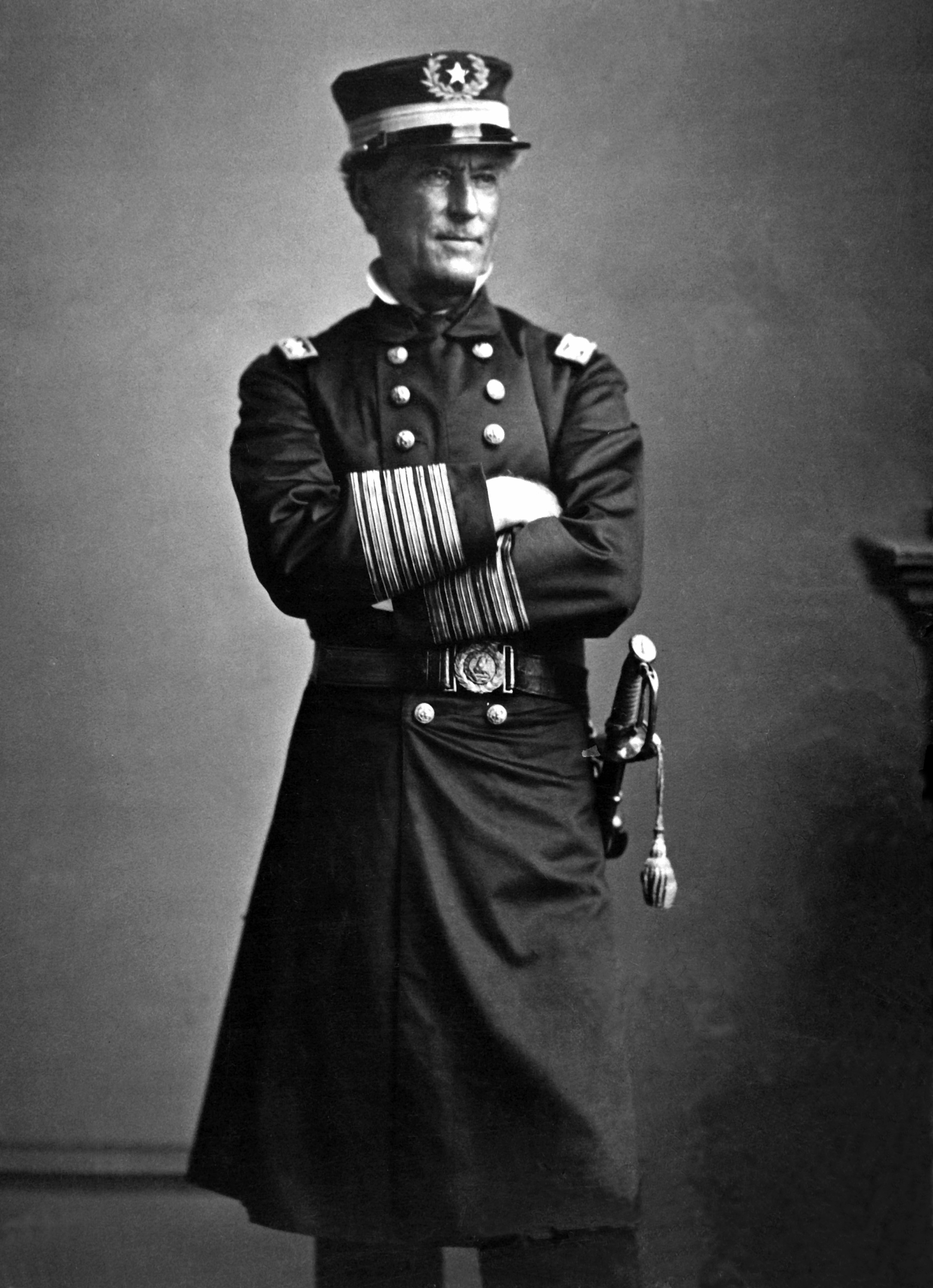
David G. Farragut 1863 körül

A polgárháború kitörése után a Mexikói-öböl nyugati részét blokád alatt tartó haditengerészeti különítmény, a West Gulf Blockading Squadron parancsnokának nevezték ki, zászlóshajója a USS Hartford volt. 1862 áprilisában, heves tüzérségi előkészítés után, a Fort Jackson és Fort St. Philip erődök tüzén áttörve elfoglalta New Orleans kikötőjét, illetve április 29-én a várost is. A város bevétele után kapta meg az ellentengernagyi rangot (1862. július 16-án), amely korábban nem létezett az amerikai haditengerészetben.
Ugyanebben az évben hasonló módon próbálkozott Vicksburg bevételével: a part menti erődöket leküzdve támadta a kikötőt, de 1862 júliusában 38 hajóból álló flottáját visszavonulásra kényszerítette a déliek által sebtében elkészített páncélozott hadihajó.
Igen agresszív és időnként önfejű parancsnok volt, aki gyakran nem tudott együttműködni parancsnoktársaival. Port Hudson ostroma során a haditerv értelmében Farragut flottájának úgy kellett volna áttörni az erőd ágyúinak tüzén, hogy közben a Nathaniel Banks tábornok parancsnoksága alatt álló szárazföldi csapatok elterelő támadást indítanak. A támadás időpontját 1863. március 15-én reggel 8.00-ra tűzték ki, de Farragut önkényesen március 14-én este 9.00-kor parancsot adott a támadásra. Az elterelő hadművelet híján a déliek minden ágyújukat Farragut flottájára tudtak irányítani és indokolatlanul nagy veszteségeket okoztak neki.
Ennek megfelelően Farragut flottája visszavonulásra kényszerült, mivel csak két hajója tudott áttörni az erőd ágyúinak tüzén. Farragut ezután nem is vett részt Port Hudson ostromában, és Banks tábornok a haditengerészeti lövegek támogatása nélkül volt kénytelen folytatni az erőd ostromát. Az északiak két szárazföldi támadást indítottak az erőd ellen és mindkettőt súlyos veszteségekkel visszaverték, vagyis Farragut döntése a haditengerészet és a szárazföldi haderő számára is súlyos gondokat okozott. 
1863. július 4-én Vicksburg megadta magát, majd 1863. július 9-én a Mississippi folyón déli kézen maradt egyetlen nagy erődítmény, Port Hudson is kapitulált. A Mississippi folyó feletti ellenőrzés megszerzése az északi stratégia egyik kulcsfontosságú eleme volt, Port Hudson megadása után a déli konföderáció lényegében két részre szakadt.
1864. augusztus 5-én Farragut jelentős győzelmet aratott a Mobile Bay-i csata során, az Alabama állambeli Mobile várostól nem messze. Ekkorra Mobile volt a Mexikói-öbölben az utolsó jelentős kikötő, amelyet a déliek ellenőriztek. Az öblöt a déliek aláaknázták a tengerfenékhez rögzített aknákkal (amelyeket akkoriban torpedónak hívtak). Farragut parancsot adott flottája hajóinak, hogy az aknákat figyelmen kívül hagyva nyomuljanak be az öbölbe. Amikor az USS Tecumseh aknára futott és süllyedni kezdett, a flotta hajói visszavonulást kezdeményeztek.
Farragut zászlóshajója, az USS Hartford kötélzetében kialakított harcálláspontjáról látta, hogy a hajók visszafordulnak. A közeli USS Brooklyn hadihajóra kiabált át, hogy megtudja ennek okát, ahonnan azt válaszolták: "Torpedók!". Farragut ekkor adta ki híressé vált parancsát (amelyet leggyakrabban rövidítve idéznek): "Damn the torpedoes! Four bells. Captain Drayton, go ahead! Jouett, full speed!" (kb.: "Vesszenek a torpedók! Négy harang. Drayton kapitány, előre! Jouett, teljes gőz!").
A flotta többi hajója nem futott aknára, behatoltak az öbölbe, majd Farragut irányításával legyőzték a Fort Morgan és Fort Gaines erődöket és Franklin Buchanan déli admirális flottáját. A győzelem után 1864. december 21-én altengernaggyá, majd a háború után, 1866. július 25-én tengernaggyá léptették elő.
Utolsó aktív parancsnoki tisztségében az European Squadron parancsnoka volt 1867-1868 között, zászlóshajója az USS Franklin volt. Ezt követően sem nyugdíjazták, egészen haláláig aktív státuszban maradt – ezt a kitüntetést rajta kívül csak öt másik amerikai tengerésztiszt kapta meg.
1870-ben, hatvankilenc éves korában halt meg a New Hampshire-i Portsmouth-ban. Bronxban, a Woodlawn Cemetery-ben temették el. Második feleségétől, Virginia Loyall-tól született egyetlen fia, Loyall Farragut.

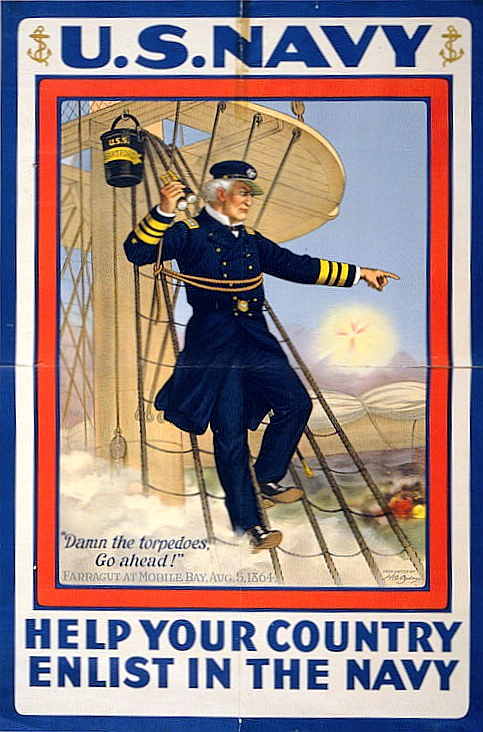
I. világháborús poszter, amelyen Farragut admirális leghíresebb parancsát adja ki: "Damn the torpedoes, go ahead!". Az amerikai haditengerészet toborzóplakátja.

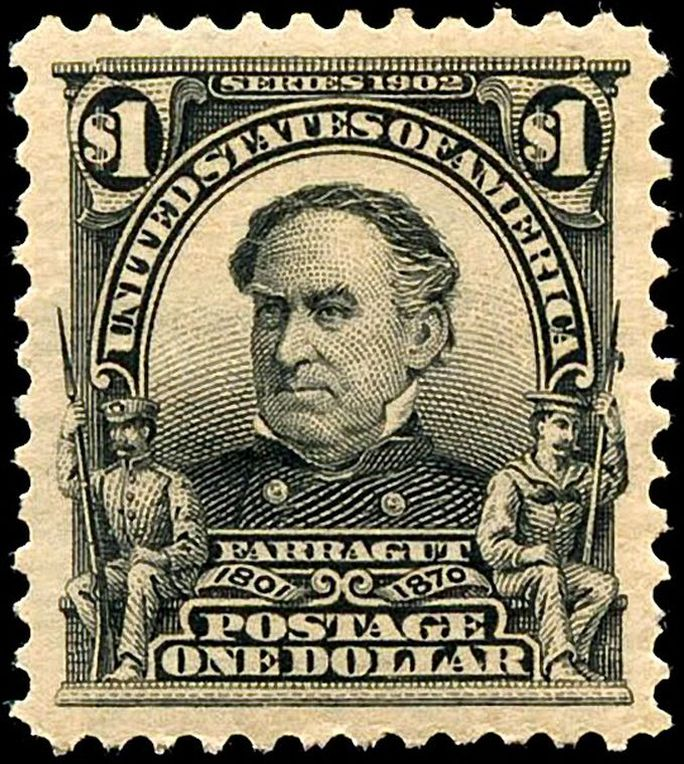
1903-as bélyeg, amelyet David Farragut emlékére bocsátottak ki.

## Karrierje és parancsnoki tisztségei

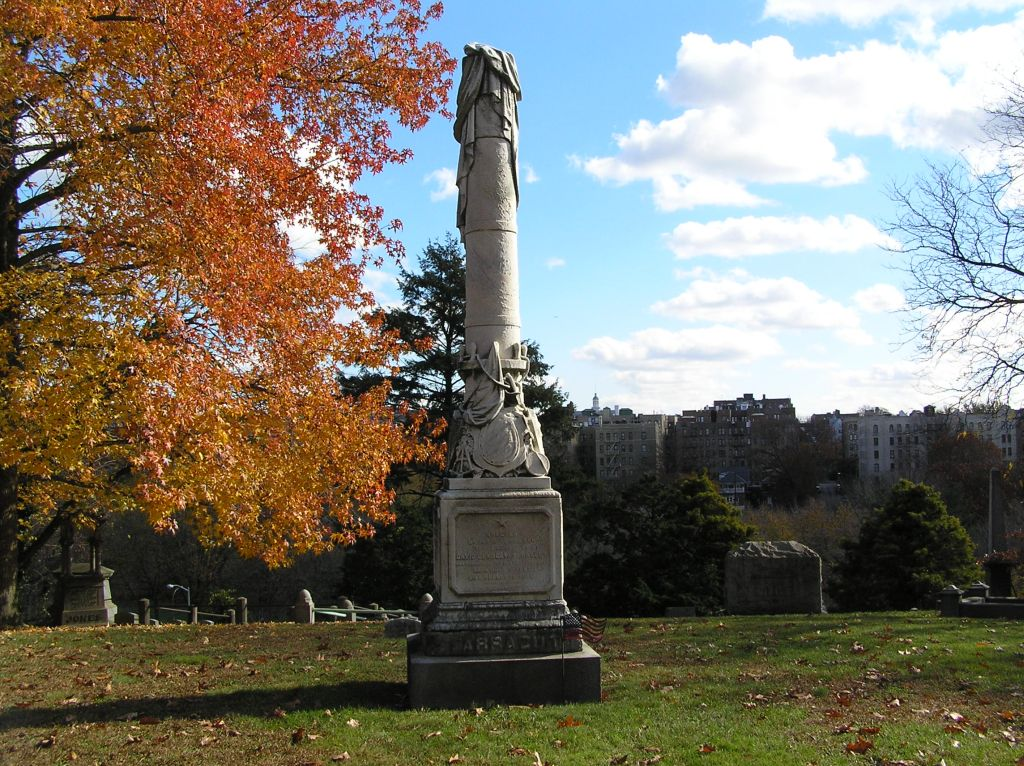
David Farragut tengernagy emlékműve a Woodlawn Cemetery-ben

- 1812: kinevezik az USS Essex hadihajóra.
- 1815–1817: a Földközi-tengeren szolgál az USS Independence és a Macedonian fedélzetén.
- 1818: kilenc hónapig tanulmányokat folytatott Tuniszban.
- 1819: hadnagyként szolgált az USS Shark hajón.
- 1823: megkapta az USS Ferret parancsnoki tisztét.
- 1825: hadnagyként az USS Brandywine-on szolgál.
- 1826–1838: számos hajón teljesített szolgálatot.
- 1838: kinevezik az Erie parancsnokává.
- 1841: előléptetik fregattparancsnokká.
- A mexikói–amerikai háború során az USS Saratoga parancsnoka.
- 1848–1850: a Virginia állambeli Norfolk Navy Base haditengerészeti támaszponton állomásozik.
- 1850–1854: a fővárosban, Washingtonban szolgál.
- 1855: előléptetik sorhajókapitánnyá.
- 1854–1858: létrehozza a Mare Island Navy Yard haditengerészeti támaszpontot.
- 1858–1859: az USS Brooklyn parancsnoka.
- 1860–1861: ismét a Norfolk Navy Yard-on állomásozik.
- Az Amerikai polgárháború alatt flottaparancsnok
- 1862. január: az USS Hartford fedélzetén a West Gulf Blockading Squadron flotta (17 hadihajó) parancsnoka.
- 1862: elfoglalja New Orleans-t.
- 1862. július 16.: előléptetik ellentengernaggyá.
- 1863. május: az USS Monongahela parancsnoka.
- 1863. július: az USS Tennessee parancsnoka.
- 1864. szeptember: felajánlják neki a North Atlantic Blocking Squadron flotta parancsnoki tisztségét, de visszautasítja.
- 1864. december 21.: altengernaggyá léptetik elő.
- 1866. július 25.: tengernaggyá léptetik elő.
- 1867. június: az USS Franklin parancsnoka.
- 1867–1868: az European Squadron flottaegység parancsnoka.

## A kortárs kultúrában
- Egy "Commodore Farragut" nevű szereplő feltűnik Jules Verne "20 000 mérföld a tenger alatt" című regényében, amelyet Farragutról mintázott az író.
- A Star Trek tudományos-fantasztikus filmsorozatban számos űrhajót Farragut-ról neveztek el.
- Damn the Torpedoes címmel adott ki egy albumot a Tom Petty and the Heartbreakers zenekar.
- Az MDFMK zenekar azonos című albumán szerepel egy "Damn the Torpedoes" című dal.
- A Galaxy Quest filmvígjátékban Tim Allen karaktere mondja: "Never give up! Never surrender! Damn the resonance cannons! Full speed ahead!"
- Az The Elder Scrolls 4: Oblivion videójátékban található egy Fort Farragut.